# Humane Informatics
Humane Informatics — авторский проект для программы «Информационно-коммуникационные технологии для развития» от участника Брэдока Гаскила (англ. Braddock Gaskill). К октябрю 2010 автор представил два устройства с открытой платформой — Humane Reader и Humane PC. Оба устройства созданы на платформе Arduino.

## Humane Reader
Humane Reader — дешёвое электронное устройство с аналоговым видеовыходом (TV-out), которое может хранить до пяти тысяч электронных книг (например, локальные сборки Википедии) на карте памяти microSD. Стоимость производства Humane Reader — около 20 долларов США.

## Humane PC
Humane PC — расширенная версия Humane Reader — дополнена инфракрасным портом и micro-USB.

### Технические характеристики

#### Аппаратная часть
- Разработка с общедоступными наработками (англ. open source design)
- 3 процессора на основе микросхем (микроконтроллеров) ATmega328P, производства Atmel
  -     - 1 — ЦПУ (основные вычисления)
    - 1 — графический процессор (обработка видео)
    - 1 — сопряжение с USB

  - основной микроконтроллер последовательно программируется через USB
- NTSC/PAL видеовыход через композитный разъём «тюльпаны» для отображения рабочей среды на любом телевизионном экране
- Чёрно-белый текст 38x25 или отображение простой графики
- PS/2 — клавиатура
- Micro-SD — устройство для чтения карт памяти
- Micro-USB — порт (разъём)
  - допускает подключение «ведомых» устройств USB
- Питание через USB
- 4 кнопки для ввода команд
- Вывод звука с ШИМ
- ИК приёмник и передатчик
- Эмуляция видеотерминала VT52 + H19

#### Программное обеспечение
- Написано с использованием библиотек C/C++, или через Arduino IDE (присутствует в комплекте)
- Для вывода видео изображения через VT52 используется код проекта Tellymate
- Для осуществления работы USB используются подпрограммы V-USB для микроконтроллеров AVR